# Гуардамар-дел-Сегура
Гуардамар-дел-Сегура, Гуардамар-дель-Сегура (валенс. Guardamar del Segura, ісп. Guardamar del Segura) — місто і муніципалітет в Іспанії, у складі автономної спільноти Валенсія, у провінції Аліканте. Населення — 16 138 осіб (2022).
Місто розташоване на відстані близько 370 км на південний схід від Мадрида, 32 км на південний захід від Аліканте.

## Демографія
Динаміка населення (INE ):

## Уродженці
- Хуанма Ортіс (*1982) — іспанський футболіст, півзахисник.

## Галерея зображень

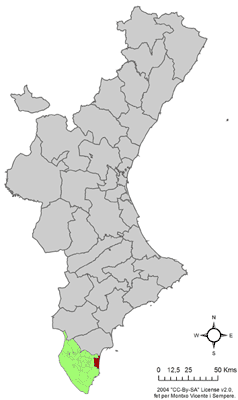
Розташування муніципалітету Гуардамар-дел-Сегура у автономній спільноті Валенсія
Розташування муніципалітету Гуардамар-дел-Сегура у комарці Вега-Баха-дель-Сегура
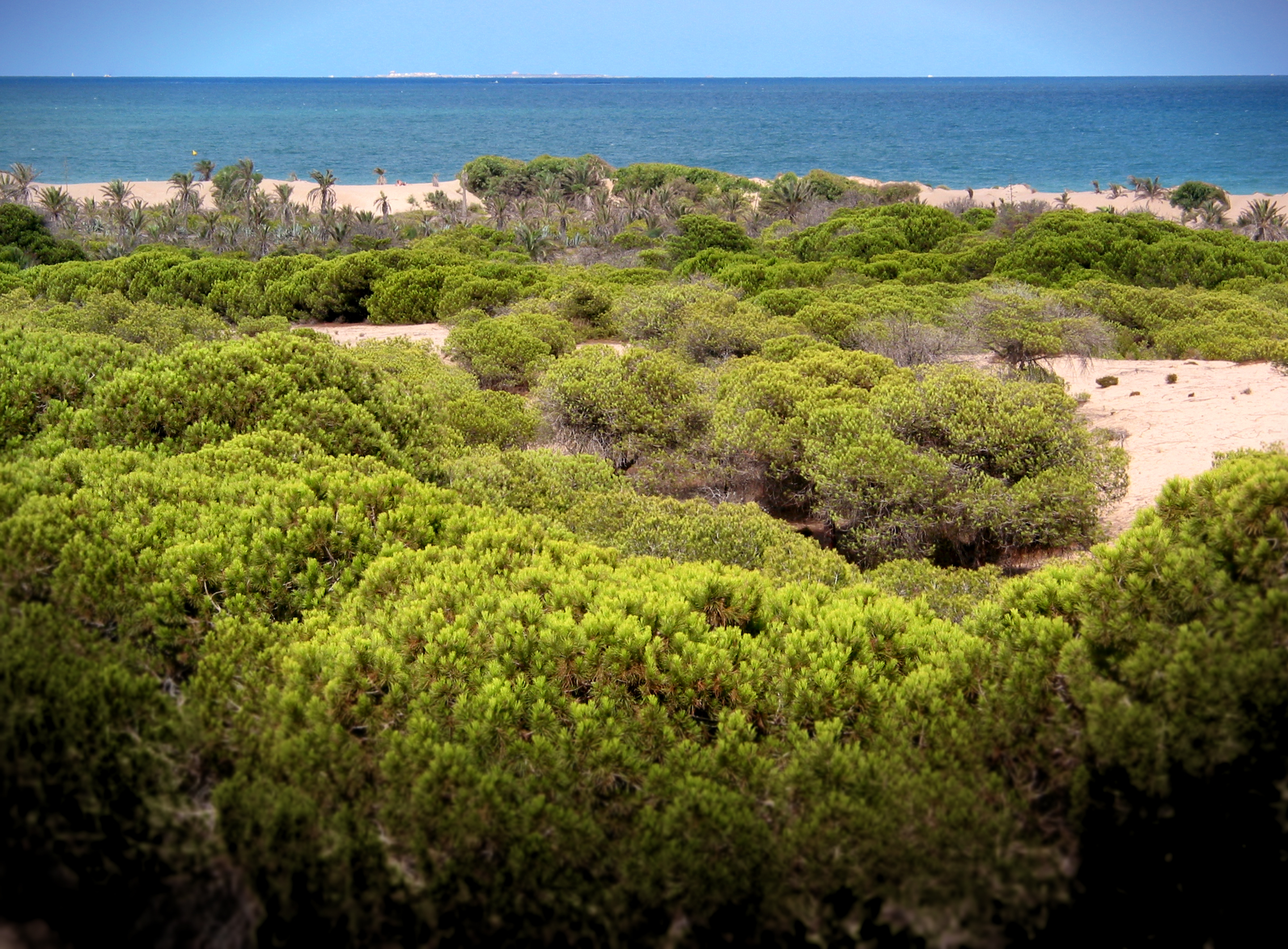
Дюни
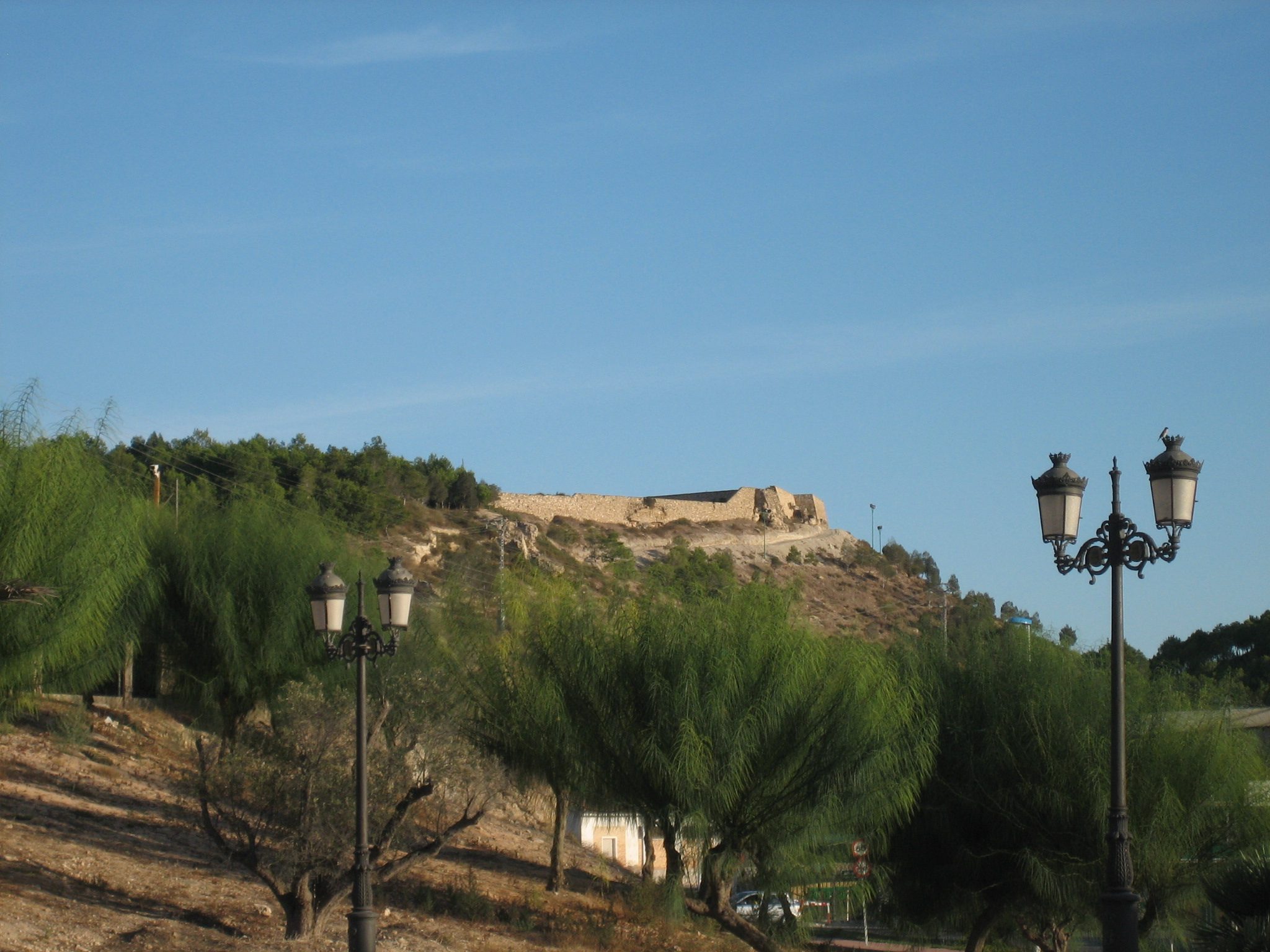
Замок XIV століття
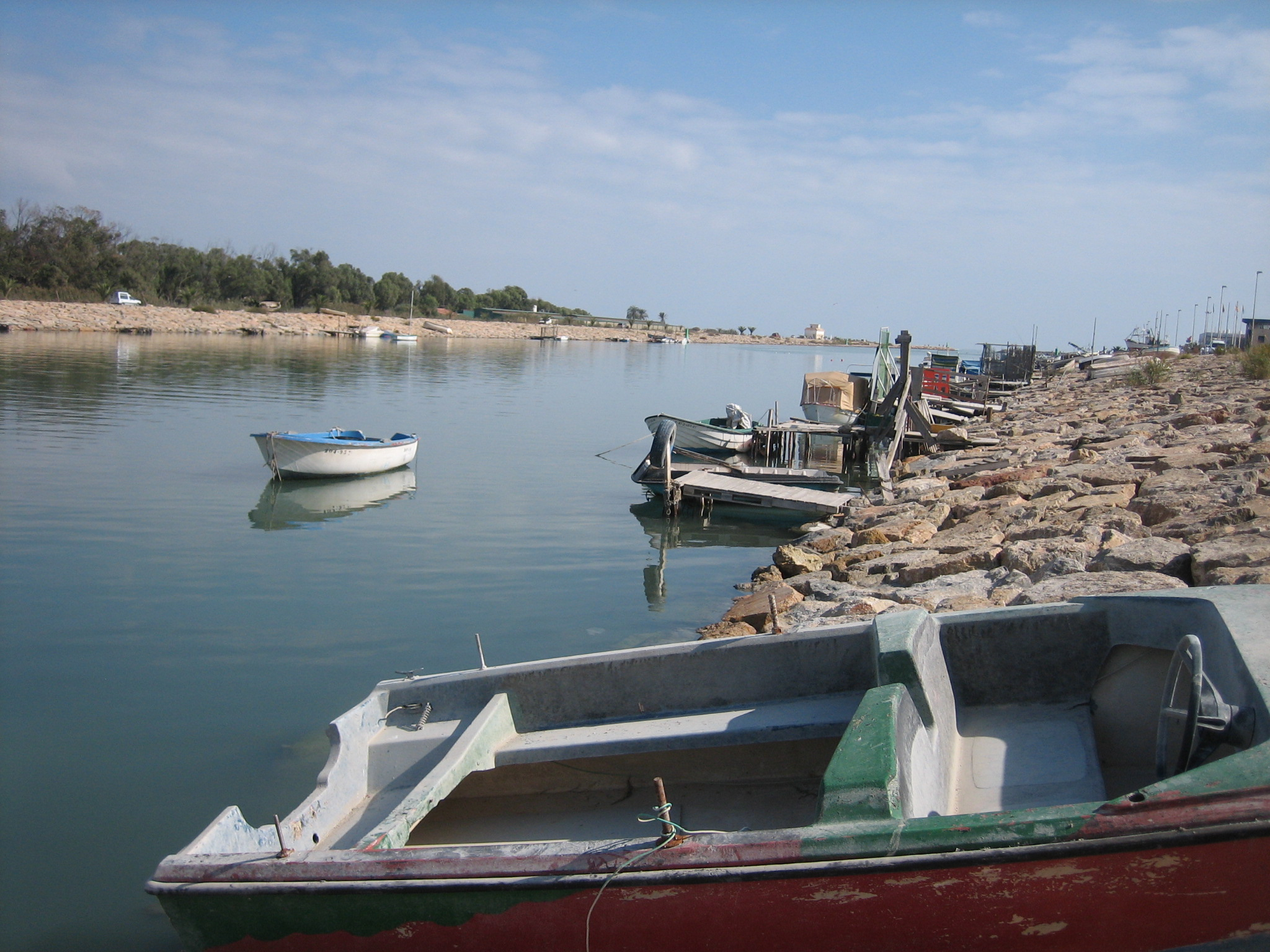
Рибальські човни
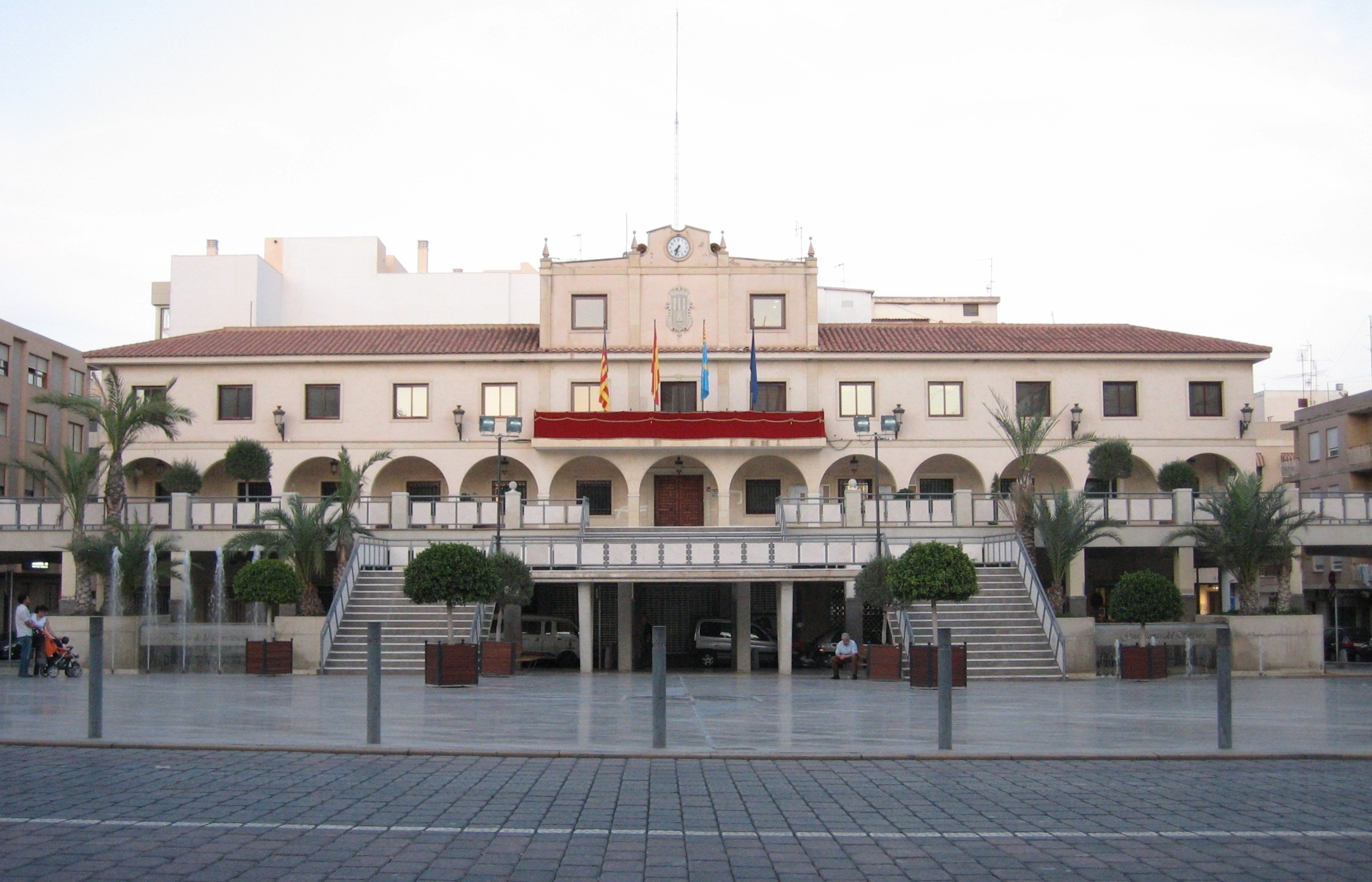
Муніципальна рада
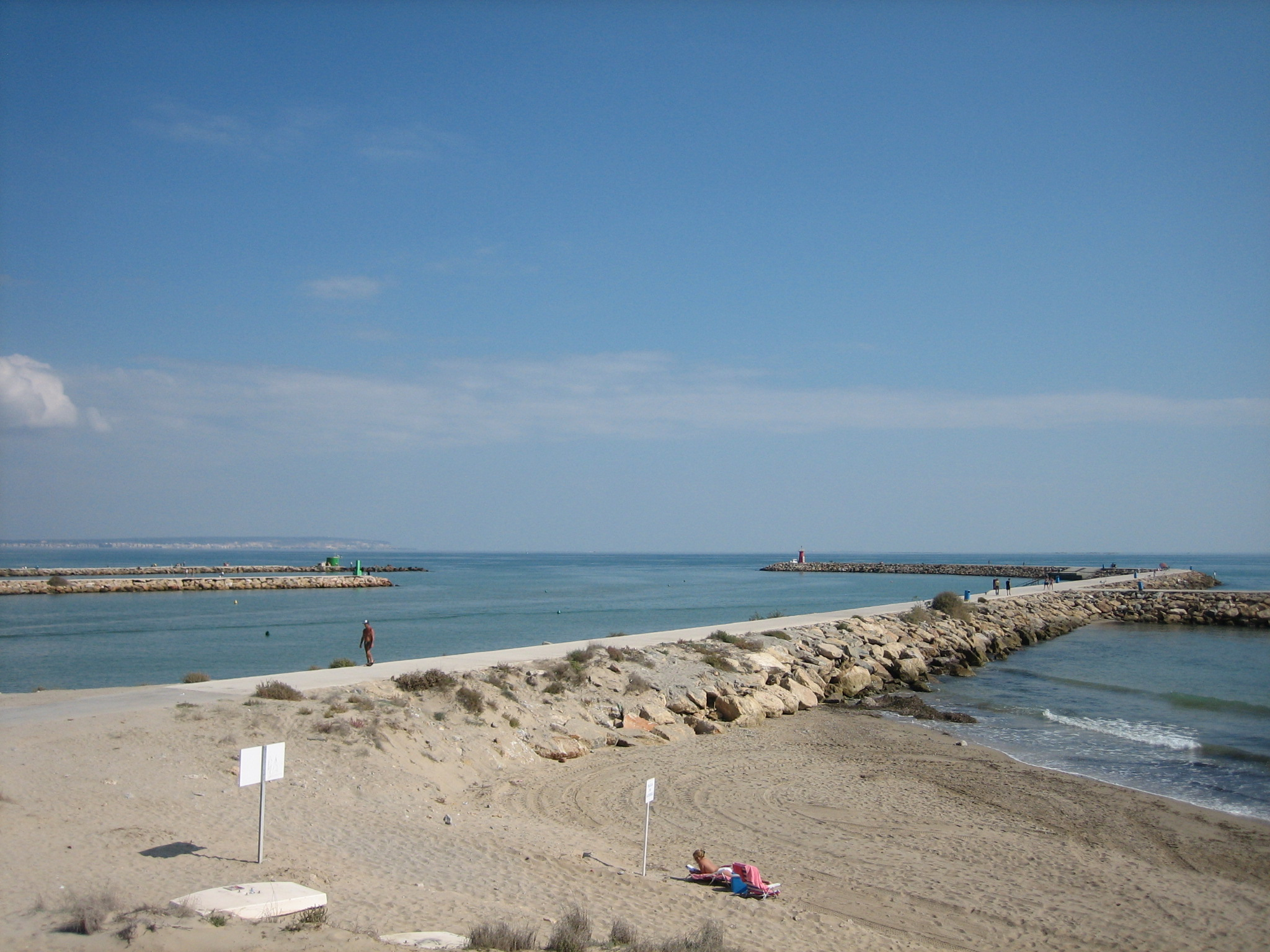
Гирло річки Сегура